# Communauté de communes de la Hague
Die Communauté de communes de la Hague ist ein ehemaliger französischer Gemeindeverband mit der Rechtsform einer Communauté de communes im Département Manche in der Region Normandie. Sie wurde am 10. Februar 1977 gegründet und umfasste 19 Gemeinden. Der Verwaltungssitz befand sich im Ort Beaumont-Hague. Der Gemeindeverband wurde mit Wirkung vom 1. Januar 2017 aufgelöst, da die ehemaligen Mitgliedsgemeinden in der Commune nouvelle La Hague verschmolzen.

## Ehemalige Mitgliedsgemeinden
1. Acqueville
2. Auderville
3. Beaumont-Hague
4. Biville
5. Branville-Hague
6. Digulleville
7. Éculleville
8. Flottemanville-Hague
9. Gréville-Hague
10. Herqueville
11. Jobourg
12. Omonville-la-Petite
13. Omonville-la-Rogue
14. Sainte-Croix-Hague
15. Saint-Germain-des-Vaux
16. Tonneville
17. Urville-Nacqueville
18. Vasteville
19. Vauville